# Vrána hrubozobá
Vrána hrubozobá (Corvus macrorhynchos) je velký druh pěvce z čeledi krkavcovitých (Corvidae).

## Znaky
Délka jejího těla se viditelně liší v závislosti na jednotlivých oblastech a obecně se pohybuje mezi 46–59 cm. Je štíhlá s výrazně silným zobákem. Opeření je leskle černé.

## Rozšíření

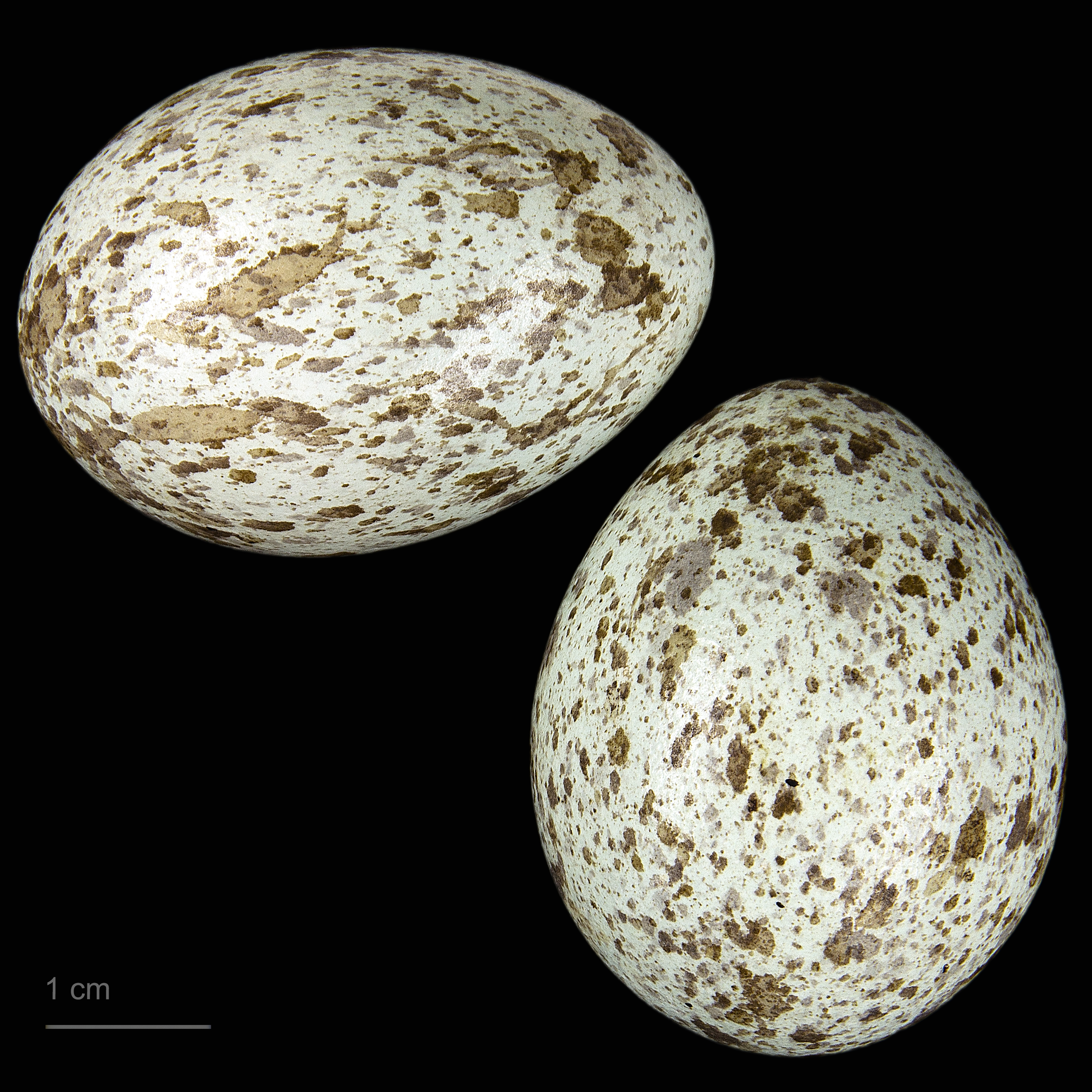
Corvus macrorhynchos

Má rozsáhlý areál rozšíření, který se táhne od severovýchodního asijského pobřeží po Afghánistán a východní Írán na západě, přes jižní a jihovýchodní Asii po Malé Sundy a Filipíny na jihovýchodě. Vyskytuje se v lesích, parcích a zahradách.

## Hnízdění
Hnízdo z větví buduje obvykle vysoko na stromech, zejména na jehličnanech. Často jako stavební materiál využívá i kusy drátů. V jedné snůšce pak bývá 3–5 vajec, na kterých sedí po dobu 17–19 dnů. Mláďata pak hnízdo opouští zhruba ve věku 35 dnů. Stává se častým hostitelem kukačky koel (Eudynamis scolopaceus).